# Rillenstein von Tarmstedt
Der Rillenstein von Tarmstedt  ist ein vorgeschichtlicher Rillenstein und Menhir in Tarmstedt im Landkreis Rotenburg (Wümme), Niedersachsen.

## Lage
Der Stein wurde südlich von Tarmstedt auf einem Feld gefunden. Er lag auf einem Rollstein-Pflaster. Nicht weit vom Fundort entfernt befindet sich eine Gruppe von Grabhügeln. Der Stein ist heute vor dem Heimatmuseum Tarmstedt an der Bremer Landstraße 18 aufgestellt.

## Beschreibung
Der Stein ist unregelmäßig, annähernd pyramidenartig geformt und stark abgerundet. Er besteht aus rotem Granit und hat eine Höhe von 0,79 m, eine Breite von 0,85 m und eine Dicke von 0,56 m. Auf einer Seite ist eine sichelförmige Rille von 8 cm Breite und Tiefe angebracht, durch welche das obere Ende der Seite annähernd kreisförmig abgesetzt ist. Ein Stück rechts der Mitte der sichelförmigen Rille geht nach unten eine weitere, L-förmige Rille ab. Sie ist möglicherweise natürlich und wurde nur nachbearbeitet. Nach Detlef Schünemann handelt es sich bei dem Stein um eine anthropomorphe Darstellung mit einem stilisierten Kopf und vielleicht einem angewinkelten Arm.